# Olsztyn Zachodni
Olsztyn Zachodni – kolejowy przystanek osobowy w Olsztynie. Usytuowany jest przy ulicy M. Konopnickiej (na terenie Osiedla Grunwaldzkiego). Według klasyfikacji PKP ma kategorię dworca aglomeracyjnego. Posiada 3 niezadaszone perony i 4 tory (jest to druga co do wielkości stacja w Olsztynie). W budynku dworca znajdują się kasy biletowe, kiosk, oraz bar. Perony połączone są przejściem podziemnym. W ramach przebudowy ul. Artyleryjskiej zbudowano przedłużenie tunelu do modernizowanej drogi. Nowy tunel ma długość 113 m, z czego 33 m stanowi stare, zmodernizowane, przejście istniejące od 1903 roku. Długość tunelu pod nowo wybudowaną ulicą Artyleryjską wynosi 67 metrów. Reszta prowadzi do ulicy Jagiełły. W ramach modernizacji tunelu wyremontowano zejścia na perony.

## Ruch pasażerski
| Rok  | Wymiana pasażerska na dobę |
| ---- | -------------------------- |
| 2017 | 700–999                    |
| 2018 | 1100                       |
| 2019 | 1100                       |
| 2022 | 1 400                      |

## Historia
Dworzec Olsztyn Zachodni zbudowany został w latach 1890–1893 w miejscu istniejącego od 1883 roku przystanku kolejowego Olsztyn Przedmieście. Do 1945 roku, Olsztyn Zachodni nosił nazwę Olsztyn Przedmieście.
28 lipca 2016 PKP podpisało z konsorcjum firm SKB Development oraz SKB Budownictwo umowę na remont generalny dworca. 13 czerwca 2017 nowy dworzec został uroczyście otwarty.

### Komunikacja miejska
Z dworca kolejowego Olsztyn Zachodni można dojechać autobusami miejskimi z pobliskich przystanków do:
- Dworzec Zachodni (ul. Artyleryjska)
  - 106 – Cementowa (Kętrzyńskiego)

- Targowisko Miejskie (ul. Grunwaldzka) 
  - 101 – Dworzec Główny (Dworzec PKP, Kętrzyńskiego)
  - 107 – Jakubowo (Jakubowo)
  - 111 – Nagórki (Nagórki)
  - 127 – Witosa (Jaroty)
  - N02 – Dworzec Główny (Dworzec PKP, Kętrzyńskiego)